# Kluczbork
Kluczbork (niem. Kreuzburg) – miasto w województwie opolskim, w powiecie kluczborskim, siedziba gminy miejsko-wiejskiej Kluczbork. Leży na pograniczu Niziny Śląskiej i Wyżyny Śląskiej. Przepływa przez nie rzeka Stobrawa.
W latach 1975–1998 miasto administracyjnie należało do województwa opolskiego.
Według danych GUS z 1 stycznia 2024 r. miasto liczyło 22 033 mieszkańców.

## Geografia

### Położenie
Miasto jest położone w południowo-zachodniej Polsce, w województwie opolskim, na północno-wschodnim krańcu Niziny Śląskiej, na pograniczu z Wyżyną Śląską.
Kluczbork leży na historycznym Dolnym Śląsku, od XIV wieku do 1675 roku położony był w dolnośląskim księstwie brzeskim. Na początku XIX wieku został wraz z jednoimiennym powiatem włączony do rejencji opolskiej ze stolicą w Opolu, w związku z czym współcześnie uznawany jest za część Górnego Śląska (w XIX wieku do nazwy Kreuzburg dodawano często O.S. – Oberschlesien).

### Stosunki wodne
Przez granice administracyjne miasta przepływa rzeka Stobrawa (prawy dopływ Odry w jej górnym biegu), a także potok Baryczka Mała. Stobrawa jest niewielkim ciekiem wodnym, a jej dolina jest tu jeszcze wąska i niezbyt głęboka.
Miasto posiada kilka zbiorników wodnych – obecnie można wyróżnić Staw Kościuszki (dawniej Millera) oraz staw w Parku miejskim. Niedawno został oddany zbiornik retencyjny, który swoją powierzchnią pokrył żwirownię. Jego powierzchnia to ok. 60 hektarów. Zbiornik retencyjny w dolinie rzeki Stobrawy jest położony na wysokości wsi Ligoty Górnej, na terenach leżących w gminach Kluczbork i Lasowice Wielkie. Zbiornik wodny powstał na skutek zalania ok. 60 ha gruntów rolnych. Zalaniu uległo około 1,5-kilometrowy odcinek doliny rzeki Stobrawy i przyległych jej gruntów.

### Środowisko naturalne
Średnia temperatura roczna wynosi +8,4 °C. Pokrywa śnieżna występuje od grudnia do kwietnia. Duże zróżnicowanie dotyczy termicznych pór roku. Średnie roczne opady atmosferyczne w rejonie Kluczborka wynoszą 586 mm, dominują wiatry zachodnie.
Najcieplejszym miesiącem jest lipiec ze średnią temperaturą 17,6 – 17,9 °C, a najzimniejszym styczeń z temperaturą od -1,5 do 2,2 °C. Okres wegetacyjny trwa ok. 220 dni.

### Podział miasta
Według Krajowego Rejestru Urzędowego Podziału Terytorialnego Kraju częściami Kluczborka są:
- Nowy Dwór
- Ulrychów

## Nazwa
Pierwsza wzmianka o miejscowości w formie Cruceburch pochodzi z 1252 roku. Nazwa była także notowana w formach Cruceburg (1253), Cruceburch (1253), Cruczburgh (1257), Cruciburg (1257), Cruceborg (1274), Cruczeburg, Cruczburg (1274), Cruceburch (1275),Cruczburch (1280), Cruzburch (1298), Crucemburg (1318), Cruceburg (1319), Crucenburch (1323), Cruceburck (1328), Cruczeburch (1329), Chreuczpurg (1331), Cruczburk (1337), Cruczburg, Cruciburg (1338), Cruczeburg (1341), Cruczeburg (1402), Creuczburg (1449), Crewczburg (1488), Creutzburg (1679), Kreitzbergam (1678-88), Kluzborg, Kruciborg (XVII), Kreuzburg, pol. Kluzborek (1845), Kluczborek, Kluczbork, Kluczborg, niem. Creuzburg (1883), Kreuzburg, Kluczborek (1900), Kluczborek – Kreuzburg O.S. (1939), Kreuzburg – Kluczbork, -a, kluczborski (1946). W roku 1613 śląski regionalista i historyk Mikołaj Henel z Prudnika wymienił miejscowość w swoim dziele o geografii Śląska pt. Silesiographia podając jej łacińskie nazwy: Cruciburgum, Creuzberga.
Nazwa miasta pochodzi od średnio-wysoko-niemieckich wyrazów kriuz(e) ‘krzyż’ oraz burc ‘zamek, gród’. W języku niemieckim przyjęła ona formę Kreuzburg (‘gród krzyżowców’, ‘zamek krzyża’). Nazwa ma charakter kultowy i związana jest z założeniem miasta przez rycerzy krzyżowych. Od XVII wieku nazwa była polszczona jako Kruciborg, Kluzbork, Klucbork, Kluzborek, Klucborek, Kluczborek, Kluczbork. Widać tu stare adaptacje: śwn. iu > śl. ū ~ pol. u, przejęcie -burg jako -bork, dysymilacja r … r > l … r oraz zjawiska nowe: c > č w adideacji do polskiego wyrazu pospolitego klucz; w formach Kluzborek, Klucborek, Kluczborek element -borek (< -bork) jest wynikiem wtórnego wyrównania do wyrazu pospolitego borek.
W 1945 roku po objęciu miasta przez polską administrację używaną urzędowo była nazwa Kluczborek. 19 maja 1946 roku administracyjnie zatwierdzono nazwę Kluczbork.

## Historia

### Średniowiecze

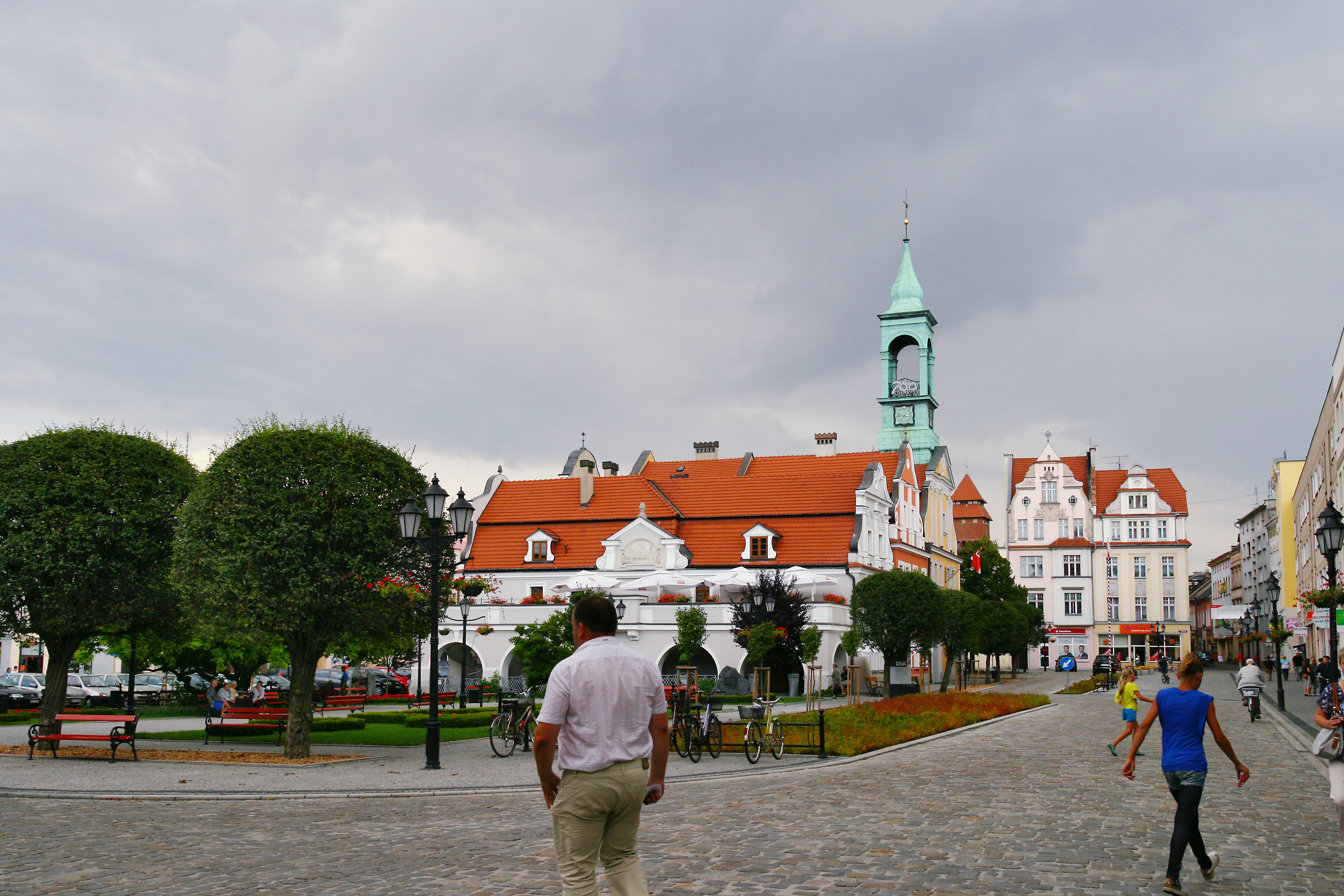
Rynek

Założenie miasta wiąże się z zakonem krzyżowców z czerwoną gwiazdą, który powstał prawdopodobnie w czasie wypraw krzyżowych do Palestyny, gdzie poza walką z muzułmanami otaczał opieką pielgrzymów, stąd często określany mianem szpitalników. Na początku XIII w. przeniósł się do Austrii, Czech i Moraw, a sprowadzony również na Śląsk – do Wrocławia – przez księżnę Annę, przeszedł do życia klasztornego, zajmując się chorymi i prowadząc szpitale.
Krzyżowcy otrzymali od księcia wrocławskiego Henryka III w 1253 r. zezwolenie na lokację miasta na prawie niemieckim w miejscu, gdzie istniała osada targowa wzmiankowana już w 1252 r. jako Cruceburch.
Kiedy jednak założyli kilka wsi w okolicy, a nie zdołali lokować miasta, książę Henryk IV Probus biorąc Kluczbork pod swoją opiekę, w 1274 r. wystawił przywilej lokacji miasta. Od tego momentu rozpoczynają się jego dzieje polityczne. Od 1293 r. Kluczbork należał do księstwa głogowskiego, a następnie namysłowskiego (1312/13-1323). Od sierpnia 1323 położony w księstwie legnicko-brzeskim Bolesława III Rozrzutnego.
W 1341 r. Namysłów z Byczyną, Wołczynem i Kluczborkiem zastawiono u króla Polski Kazimierza Wielkiego, choć władzę na tym terenie dalej wykonywali książęta legniccy. Król polski zwrócił zastaw w 1353 r. Podczas wojen husyckich miasto opanowali husyci pod wodzą rycerza polskiego Dobka Puchały cieszącego się poparciem mieszkańców.

### XVI–XX wiek
Następnie Kluczbork był ponownie kilkakrotnie oddawany w zastaw i sprzedawany. Od 1536 r. aż do wygaśnięcia piastowskiej linii brzeskiej (1675) był w posiadaniu książąt brzeskich, lenników korony czeskiej, którzy będąc wyznawcami religii protestanckiej, wprowadzali ją stopniowo w podległych im ziemiach.
W czasie wojny trzydziestoletniej (1618–1648) miasto podupadło, ponieważ było wielokrotnie plądrowane przez przechodzące tędy wojska.
Kluczbork udzielił schronienia w latach 1660–1671 braciom polskim przybyłym z Polski, którzy zorganizowali tutaj dwukrotnie swoje synody w 1663 i 1668 r. Znakomitym ich przedstawicielem był tu Krzysztof Crell-Spinowski. W tym czasie miasto wzmiankowano pod nazwą Kluzbork, Krucibork.
Po śmierci ostatniego księcia legnicko-brzeskiego Jerzego Wilhelma w 1675 r., Kluczbork przeszedł pod bezpośredni zarząd cesarza Leopolda I, a po 1740 r. wraz z całym Śląskiem znalazł się w granicach państwa pruskiego, wówczas pod nazwą Kluzborek. W wyniku kolonizacji fryderycjańskiej oraz administracyjnych zarządzeń władz pruskich, szczególnie ostrych w czasie tzw. kulturkampfu, rozpoczął się okres dominacji kultury niemieckiej.
W 1816 r. miasto stało się siedzibą władz powiatowych. W połowie XIX w. rozpoczęła się budowa dróg bitych i kolejowych, dzięki czemu Kluczbork stał się ważnym węzłem kolejowym w północnej części rejencji opolskiej, do której włączono go w 1820.
Jednocześnie rozwijało się szkolnictwo podstawowe i średnie, w nawiązaniu do tradycji XVI/XVII wieku, gdy szkoły miejskie w Byczynie i w Kluczborku cieszyły się doskonałą opinią na Śląsku.
W 1858 r. zostało otwarte ewangelickie seminarium nauczycielskie mające kształcić nauczycieli władających zarówno polskim, jak i niemieckim językiem, a w 1860 rozpoczęła kształcenie miejska szkoła średnia, przekształcona w 1873 r. w gimnazjum humanistyczne, które w 1877 otrzymało nowo wzniesiony gmach szkolny. W okresie powstania styczniowego, w 1863 w okolicy Kluczborka stacjonowały dwa szwadrony 6 Pułku Huzarów przeniesione z Prudnika. W połowie XIX wieku Kluczbork był miastem powiatowym w regionie o dominacji ludności polskojęzycznej. Topograficzny podręcznik Górnego Śląska z 1865 roku w opisie miasta oraz ówczesnego powiatu kluczborskiego notuje, że dominującym językiem w regionie jest język polski oprócz którego używany jest także język niemiecki. W sumie liczbę mieszkańców regionu mówiących po polsku określa na 72% przy 28% deklarujących niemiecki jako mowę ojczystą. „Die Landsprache ist polnisch; in den Städten, auf den Gütern und kolonien wird aber deutsch gesprochen (...) Von der ganzen Bevölkerung reden 72 Proz. das Polnische, 28 Proz. das Deutsche als ihre Muttersprache.”.
W mieście żyli zgodnie ewangelicy, katolicy oraz wyznawcy judaizmu. W miejscowości działały różne towarzystwa oświatowe i charytatywne. Został zbudowany szpital miejski (1848) i miejski zakład gazowy (1867), powstał ewangelicko-luterański zespół leczniczy „Betania” (1888), wzniesiono budynek poczty (1891) i gmach sądu (1895), oraz prowincjonalny zakład dla umysłowo chorych. Koniec XIX i początek XX w. przyniósł miastu mającemu dotąd charakter rolniczy, początki rozwoju przemysłowego bowiem powstały browary, drukarnia, przędzalnia, cukrownia, cegielnia, nowoczesna rzeźnia, fabryka mebli i zakład wyrobów metalowych.
W latach 1907–1908 została przeprowadzona w mieście sieć wodociągowa i kanalizacyjna, znacznie później powstała elektrownia nad Stobrawą. Według spisu z 1910 w mieście mieszkało 11 588 osób, z czego 836 deklarowało używany język jako polski, zaś 10 216 jako niemiecki. W ostatnich dniach przed wybuchem wojny wyborach do Reichstagu, w wyborach ścisłych (druga tura), na obszarze miasta, na polskiego kandydata ks. Pawła Kuczkę padło 169 głosów, zaś na kandydata niemieckiej partii konserwatywnej Ludwiga Meyera 1180 głosów.

### Dwudziestolecie międzywojenne
Od 1919 Kluczbork należał do nowo utworzonej prowincji Górny Śląsk. Prowincja została zlikwidowana w 1938, a 18 stycznia 1941 utworzono ją ponownie.

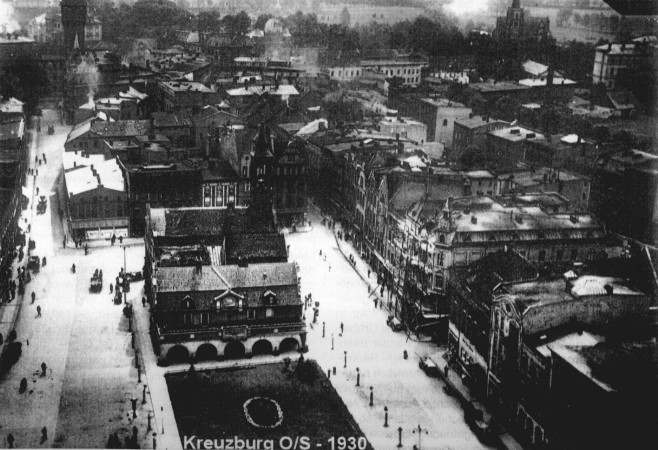
Rynek z Ratuszem w Kluczborku z lotu ptaka – 1930 r.

Po I wojnie światowej wraz z całym powiatem obejmującym Wołczyn, Byczynę oraz gminy wiejskie, pozostał terenem przygranicznym, bowiem kilkanaście kilometrów od miasta przebiegała granica Rzeszy Niemieckiej z Polską. Po podziale Górnego Śląska w październiku 1921 r. powiat kluczborski w całości pozostał w obrębie państwa niemieckiego.

### II wojna światowa
20 stycznia 1945, wojska niemieckie zostały wyparte z miasta przez oddziały radzieckie 95 dywizji piechoty gwardii 32 korpusu piechoty gwardii 5 armii gwardii 1 Frontu Ukraińskiego. W walkach poległo 36 żołnierzy Armii Czerwonej (na pl. Wolności po wojnie odsłonięto Pomnik Wdzięczności Armii Czerwonej). Podczas walk o miasto w jednym z zakładów gdzie produkowano drut kolczasty radzieccy robotnicy przymusowi wywołali bunt, w którym zginęło 18 robotników. Po wojnie przy ul. Opolskiej urządzono duży cmentarz wojenny Armii Czerwonej gdzie pochowano poległych w walkach o Śląsk Opolski (leży tu o. 6800 żołnierzy).

### Polska Ludowa
Oficjalnie władze polskie przejęły Kluczbork wraz z całym Śląskiem Opolskim 18 marca 1945. Od 17 kwietnia 1945 roku do 11 października 1946 roku, miasto nosiło nazwę Kluczborek. Dominująca dotąd w mieście ludność niemiecka została wysiedlona.
6 kwietnia 1945 Ministerstwo Bezpieczeństwa Publicznego utworzyło Centralne Obozy Pracy. Obóz MBP nr 115, powstały w Kluczborku miał status obozu przejściowego, następnie został przekształcony w obóz pracy. Przetrzymywano w nich Ślązaków i Niemców oraz byłych członków SS. Do obozu trafiali także powracający do Polski żołnierze armii Andersa, którzy wstąpili do niej po dezercji z Wehrmachtu, do którego wcielono ich wcześniej w ramach volkslisty. Prawdopodobnie przetrzymywano w nim także żołnierzy podziemia niepodległościowego.

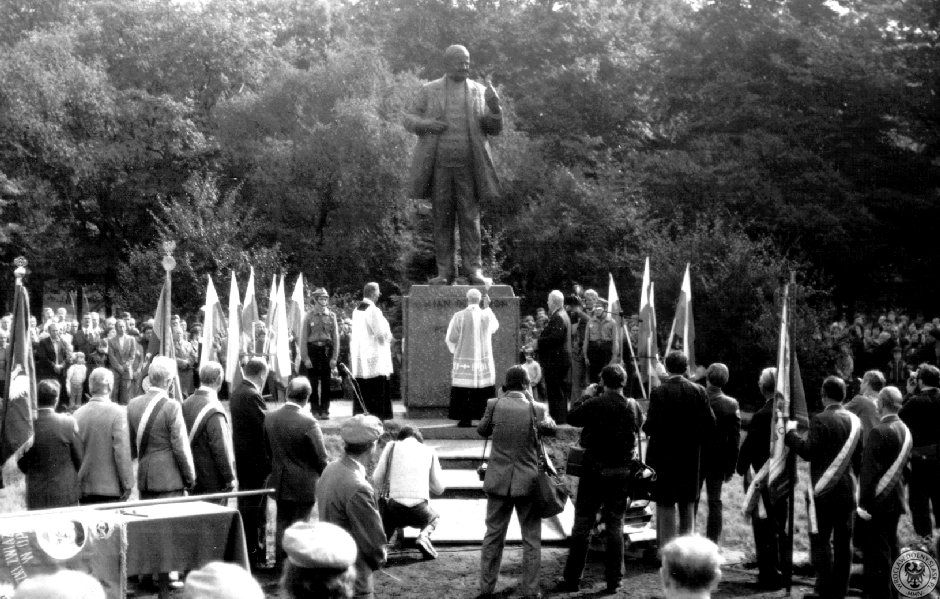
Uroczystość odsłonięcia pomnika Jana Dzierżona w Kluczborku

Po zniesieniu powiatów w roku 1975 miasto pozostawało siedzibą gminy. W latach 1975–1998 Kluczbork administracyjnie należał do województwa opolskiego.

### III Rzeczpospolita
Od 1 stycznia 1999 – ponownie stolica powiatu, skupiającego 4 gminy: Kluczbork, Byczyna, Wołczyn i Lasowice Wielkie. Pod względem administracji kościelnej Kościoła rzymskokatolickiego należy do diecezji opolskiej i jest siedzibą dekanatu, jak również rejonu duszpasterskiego (jednego z czterech – obok Opola, Nysy i Raciborza); w ramach struktur Kościoła ewangelicko-augsburskiego jest siedzibą parafii pw. Zbawiciela, należącej do diecezji katowickiej.

### Przynależność państwowa
Od uzyskania praw miejskich Kluczbork znajdował się w granicach następujących państw:
- 1274–1293 – Królestwo Polskie, Księstwo wrocławskie
- 1293–1312 – Królestwo Polskie, Księstwo głogowskie
- 1312–1323 –  Księstwo oleśnickie
- 1323–1341 –  Księstwo legnicko-brzeskie
- 1341–1356 –  Królestwo Polskie
- 1356–1526 –  Królestwo Czech
- 1526–1742 –  Monarchia Habsburgów,  Królestwo Czech
- 1742–1867 –  Królestwo Prus
- 1867–1871 –  Związek Północnoniemiecki,  Królestwo Prus
- 1871–1919 –  Rzesza Niemiecka,  Królestwo Prus
- 1919–1933 –  Rzesza Niemiecka
- 1933–1945 –  Rzesza Niemiecka
- 1945–1952 –  Rzeczpospolita Polska
- 1952–1989 –  Polska Rzeczpospolita Ludowa
- od 1989 –  Rzeczpospolita Polska

## Demografia
Według danych GUS z 31 grudnia 2017, Kluczbork miał 23684 mieszkańców (5. miejsce w województwie opolskim i 185. w Polsce), powierzchnię 12,359 km² (24. miejsce w województwie opolskim i 504. miejsce w Polsce) i gęstość zaludnienia 1917,7 os./km². Według danych na 30 czerwca 2019 miasto było zamieszkane przez 23 554 osoby.
| Opis                              | Ogółem  | Ogółem  | Kobiety | Kobiety | Mężczyźni | Mężczyźni |
| --------------------------------- | ------- | ------- | ------- | ------- | --------- | --------- |
| jednostka                         | osób    | %       | osób    | %       | osób      | %         |
| populacja                         | 23 684  | 100     | 12 363  | 52,2    | 11 321    | 47,8      |
| gęstość zaludnienia (mieszk./km²) | 1 917,7 | 1 917,7 | 1 001   | 1 001   | 916,7     | 916,7     |

## Zabytki

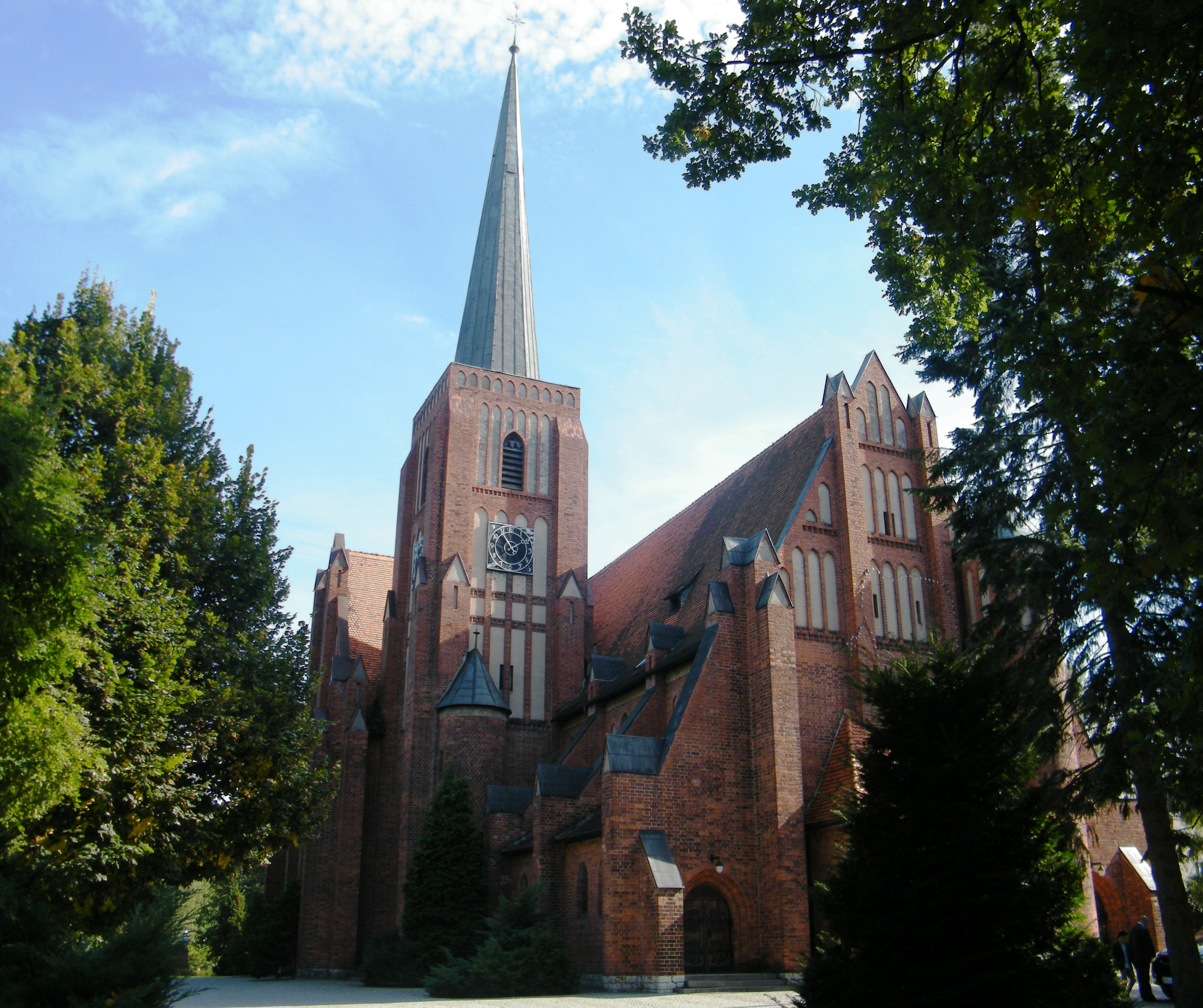
Kościół Matki Bożej Wspomożenia Wiernych

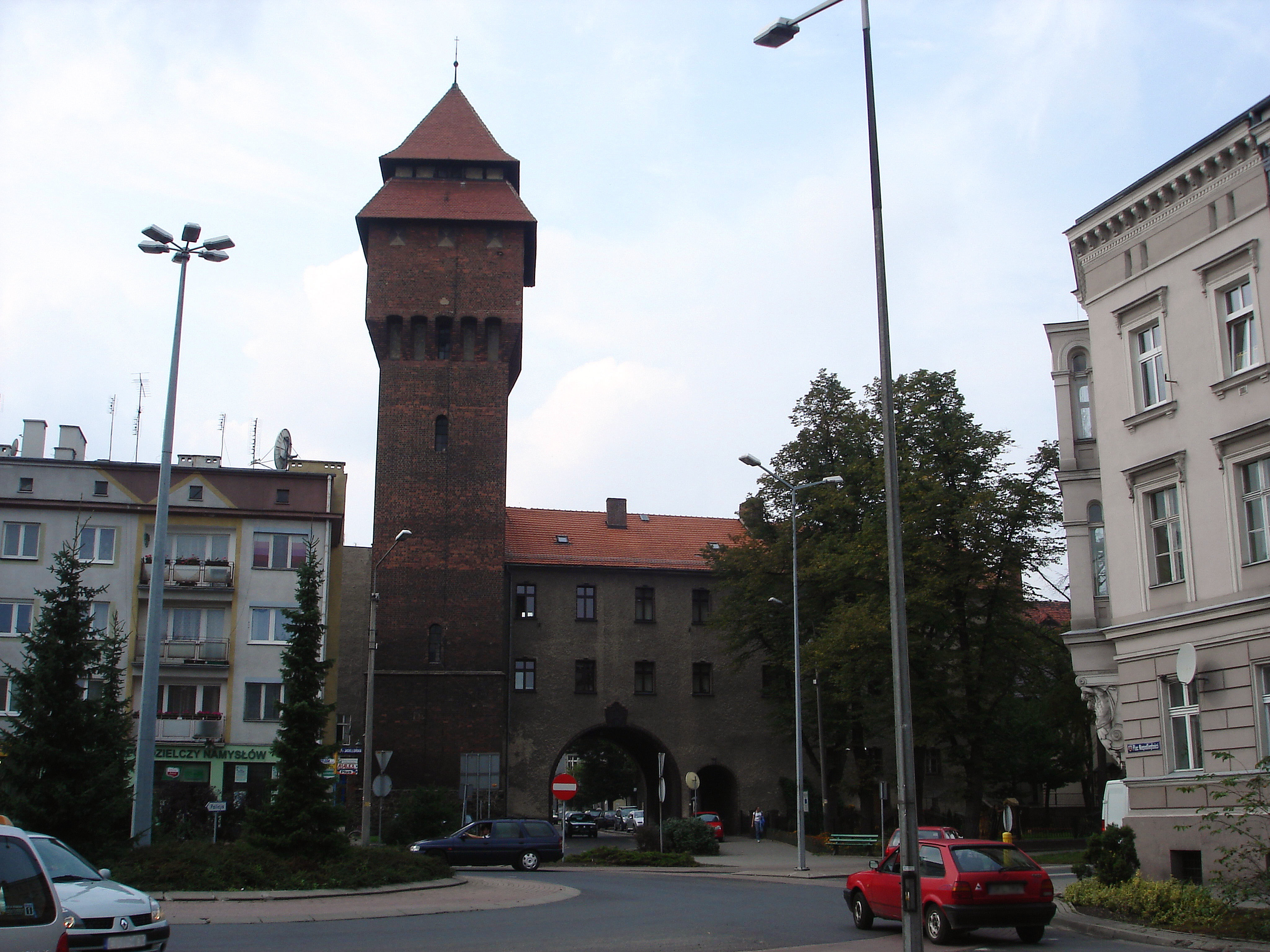
Wodociągowa wieża ciśnień

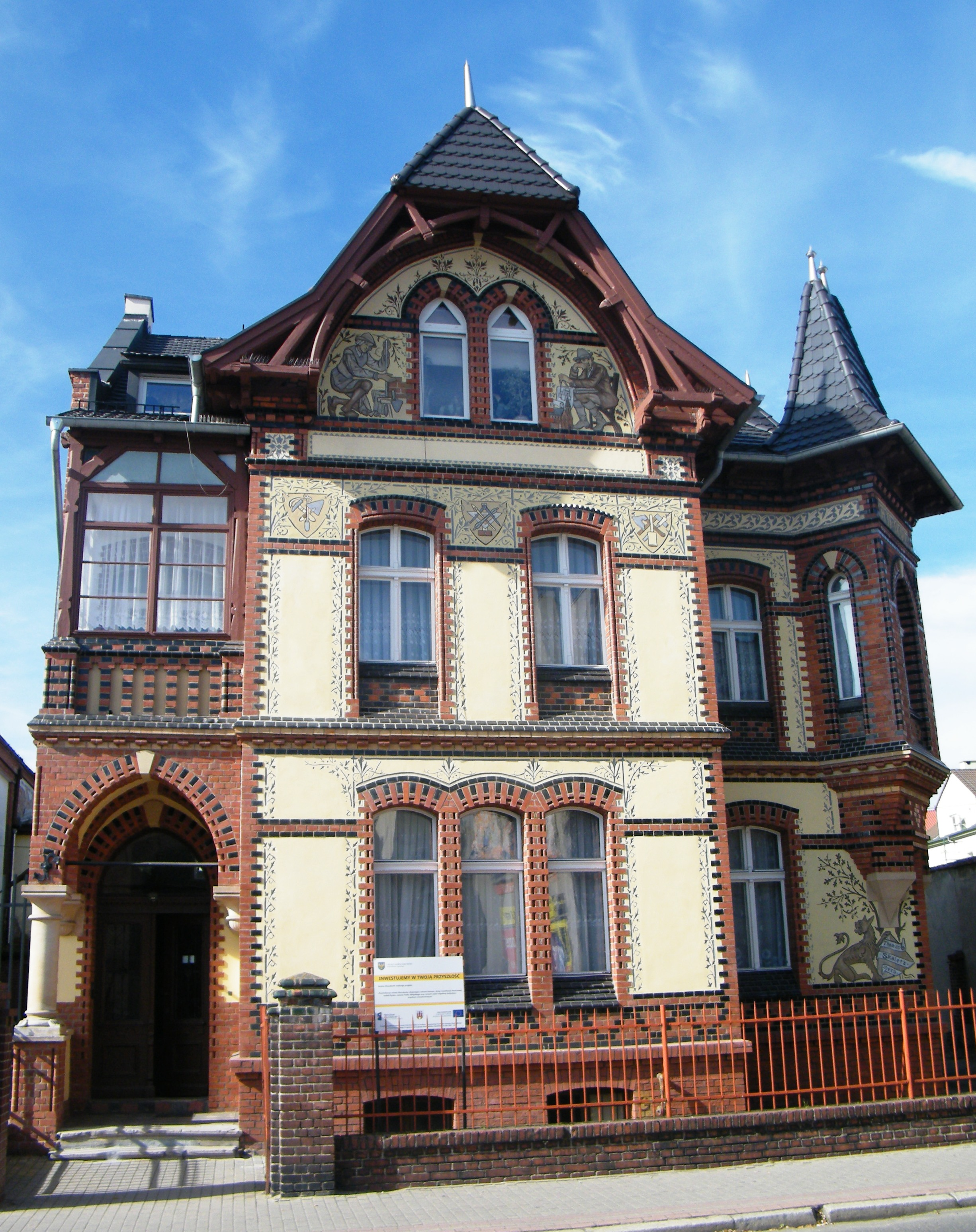
Willa Kruga

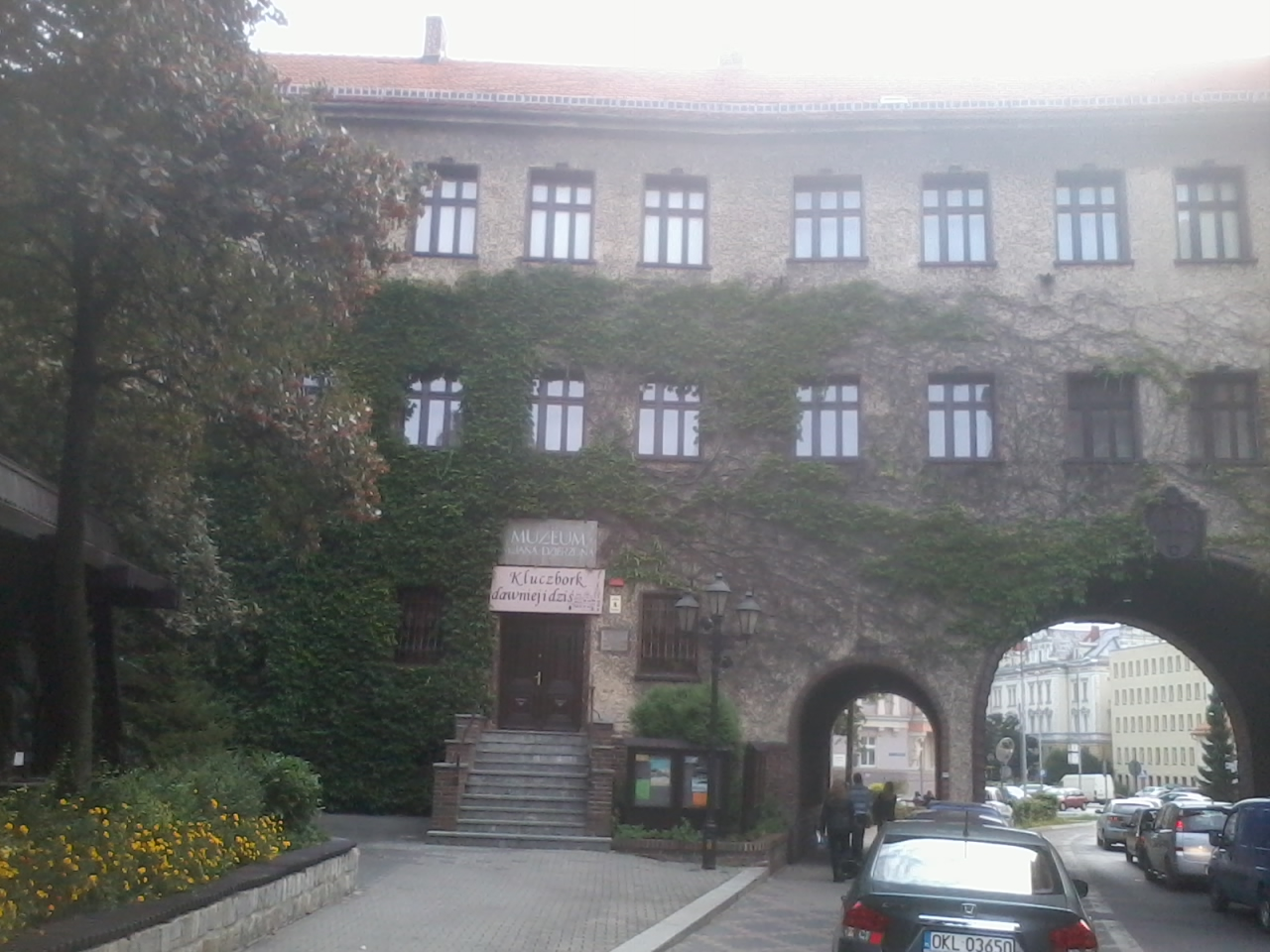
Muzeum im. Jana Dzierżona

Do wojewódzkiego rejestru zabytków wpisane są:
- Stare miasto
- Kościół Matki Bożej Wspomożenia Wiernych, ul. Skłodowskiej 8, z l. 1911–1913
- Kościół Chrystusa Zbawiciela, z XIV w., XVIII w. (obok kościoła znajduje się najstarszy w mieście pomnik kupca Daniela Mietela)
- Plebania ewangelicka, ul. Gdacjusza 3, z XVIII w./XIX w.
- Kaplica cmentarna, z poł. XIX w.
- Klasztor elżbietanek, ob. Dom sióstr św. Józefa, ul. Klasztorna 3, z 1903 r.
- Zbiorowa mogiła żołnierzy września 1939 r. i mogiła powstańca śląskiego Henryka Dubiela, na cmentarzu parafialnym
- Cmentarz wojenny Armii Radzieckiej, ul. Opolska
- Park miejski
- Pozostałości murów obronnych, ul. Zamkowa, z XV/XVI w.
- Wieża bramy „Krakowskiej”, ob. wodociągowa wieża ciśnień, z XV w., 1912 r.
- Zespół ratusza, z XVIII w., XIX w.: ratusz, domy, Rynek 2, 3
- Kamienica, ul. Damrota 14, 34 (d. 38), z XIX w., pocz. XX w.
- Kamienica, ul. Grunwaldzka 3, z 1900 r.
- więzienie, ul. Katowicka 4, z 1900 r.
- Dom, ul. Kopernika 3
- Kamienica, ul. Kościuszki 1, z 1890 r.
- Kamienica, ul. Krakowska 23, z 1900 r.
- Dom, ul. Krakowska 27, z k. XIX w.
- Zespół szkoły miejskiej, ob. szkoły ogólnokształcące, ul. Mickiewicza 10, z l. 1865-70, 1925-26: budynek gimnazjum ze skrzydłami bocznymi i aulą, budynek pomocniczy, zachodni
- Kamienica, ul. Mickiewicza 17, z 1903 r.
- Budynek administracyjny młyna, ul. Młyńska 8, z 1907 r.
- Domy, pl. Niepodległości 2, 3, 4, 6, 7, z XIX w., 1910 r.
- Kamienica, ul. Piastowska 11, z pocz. XX w.
- Kamienica, ul. Piłsudskiego 4-4a, 7, 7a, 8, 19, 20, z l. 1900-5, XIX w.
- Willa Kruga, ul. Pułaskiego 1, kamienice 11, 21, 25, z l. 1892, 1900-10
- Domy, Rynek 7, 11, 12, 13, 14, 15, 20, 21, 23, z XVIII w./XIX w., 1906 r., XX w.
- Budynek gospodarczy, ul. Skłodowskiej 1 (d. Krzywa)
- Dom, ul. Skłodowskiej 9 (d. Opolska)
- Gimnazjum Humanistyczne, ob. zespół szkół ponadgimnazjalnych, ul. Skłodowskiej 13, z l. 1871-76: sala gimnastyczna, k. XIX w.
- Budynek administracyjno-mieszkalny w zespole szpitala, ul. Skłodowskiej 25, z XIX w./XX w.,
- Kamienica, ul. Sybiraków 1, z 1910 r.
- Domy, ul. Ściegiennego 11, 13, 14, 15 z 1853 r.
- Domy, ul. Wolności 4, 9, kamienica 25, z poł. XIX w., XX w.
- Park willowy, ul. Wołczyńska 33
- Zakład dla ubogich, ul. Zamkowa 8 (d. 15 Grudnia), z 1776 r., 1819 r.
- Budynek muzeum, ul. Zamkowa 10, z XV-XIX w., z l. 1931-32
- Lokomotywownia wachlarzowa z obrotnicą, ul. Sikorskiego 18, z XIX w., 1900 r.

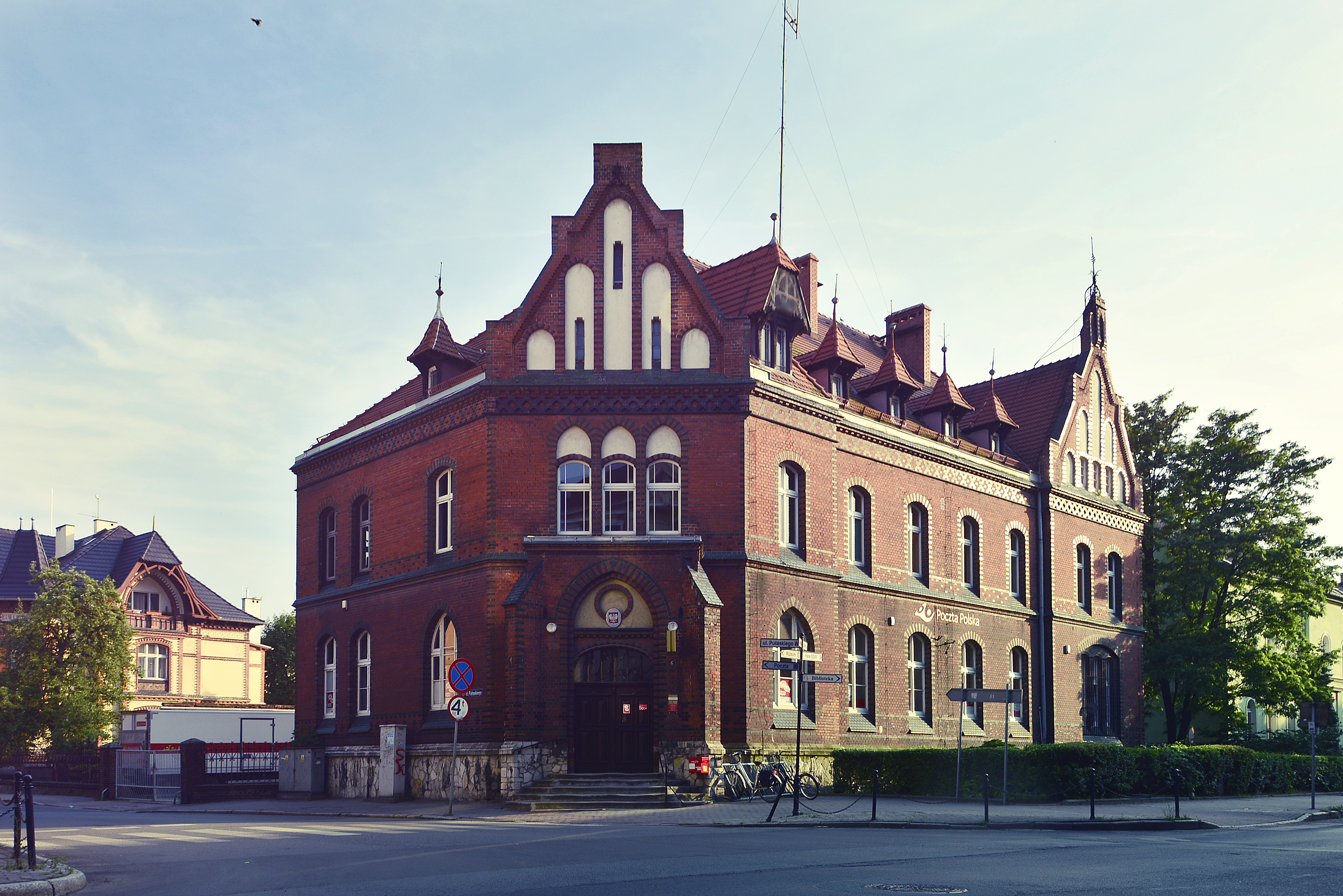
Urząd pocztowy z XIX wieku

inne obiekty:
- Synagoga
- Cmentarz żydowski
- Mennica w Kluczborku.

## Gospodarka
Tradycyjnie dominującym działom przemysłu maszynowego, dziewiarskiego i budowlanego towarzyszy dynamiczny rozwój innych branż takich jak: handel, transport, przetwórstwo rolno-spożywcze, szeroko rozumiane usługi. Na terenie gminy działa ok. 1800 podmiotów gospodarczych (w tym w mieście ok. 1300). Największe firmy gminy to: Fabryka Maszyn i Urządzeń „Famak”, PV „Prefabet – Kluczbork” S.A., Wagrem sp. z o.o. Kluczbork
W Kluczborku, w okolicach Ligoty Dolnej, funkcjonuje podstrefa Wałbrzyskiej Specjalnej Strefy Ekonomicznej Invest Park (powierzchnia 53,939 ha). Obecnymi inwestorami w WSSE, podstrefy Kluczbork, są m.in.: Marcegaglia Poland, Inpol-Krak Tubes Service Center oraz wchodząca w skład niemieckiego holdingu Seppeler Gruppe Ocynkownia Śląsk.
W latach 2003–2004 w Kluczborku oraz na terenie całego powiatu ukazywała się gazeta „Nowy Kurier Kluczborski” (ISSN 1730-5012). Łącznie ukazało się 41 numerów tego dwutygodnika, redaktorem naczelnym był Adam Płocikiewicz.
Od grudnia 2007 roku w Kluczborku wydawany jest „Tygodnik Lokalny Spiker” (ISSN 1898-9713), bezpłatna gazeta o tematyce kulturalnej i społecznej, która ukazuje się na terenie trzech powiatów: kluczborskiego, oleskiego i namysłowskiego. Jej redaktorem naczelnym jest Jacek Placety. Wszystkie dotychczasowe wydania „Spikera”, które oprócz tradycyjnej formy papierowej, ukazywały się także w wersji elektronicznej pdf, czyli od numeru 77 (koniec roku 2011) do chwili obecnej, znajdują się w zbiorach Śląskiej Biblioteki Cyfrowej. 

24 sierpnia 2012 w północnej części miasta otwarta została Galeria Miodowa o powierzchni całkowitej ok. 12.475 m.kw. i użytkowej ok. 10,5 tys. m kw. - jedyne tak duże centrum handlowe w województwie na północ od Opola W 2019 roku Galeria została przebudowana.

## Transport

### Transport drogowy
W mieście krzyżują się drogi krajowe:
- 11 Bytom – Lubliniec – Kluczbork – Ostrów Wielkopolski – Poznań – Kołobrzeg
- 42 Namysłów – Kluczbork – Praszka – Radomsko – Starachowice
- 45 Złoczew – Wieluń – Kluczbork – Opole – Racibórz

Kluczbork posiada obwodnicę drogi nr 11, wybudowana została także obwodnica w ciągu drogi nr 45, która łączy się z drogą krajową nr 11.

### Transport kolejowy

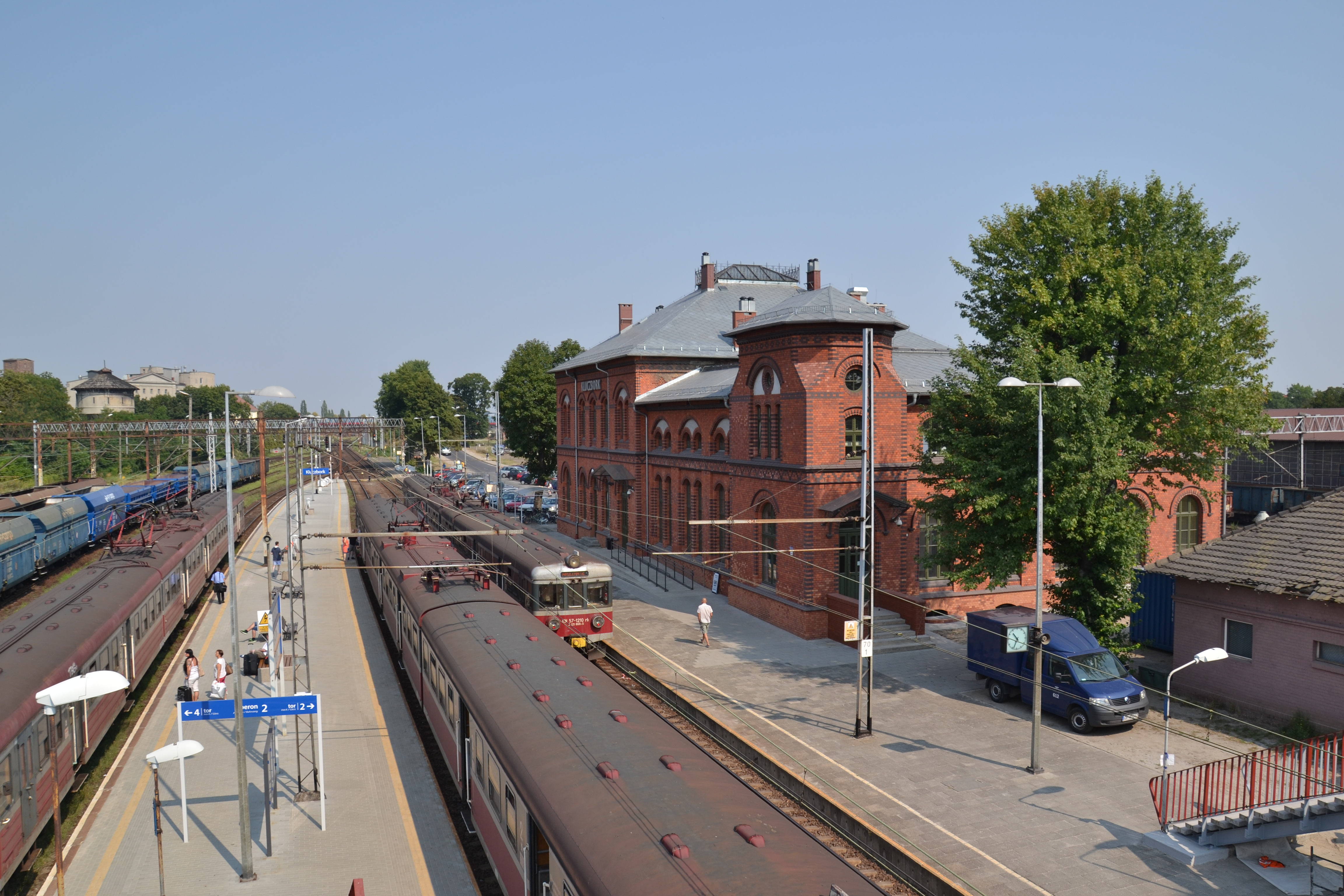
Dworzec kolejowy

W mieście znajduje się stacja kolejowa.
Kluczbork to także węzeł kolejowy (krzyżują się tu linie kolejowe z Wrocławia, Opola, Ostrowa Wielkopolskiego i Lublińca). Położony jest w odległości ok. 40 km od Opola, 96 km od Wrocławia, 205 km od Poznania i 120 km od Katowic.
Przez miasto przebiegają:
- linia kolejowa nr 143 relacji Kalety – Lubliniec – Kluczbork – Oleśnica – Wrocław Mikołajów
- linia kolejowa nr 272 relacji Kluczbork – Poznań Główny

oraz
- linia kolejowa nr 175 relacji Kłodnica – Kluczbork (nieczynna)
- linia kolejowa nr 293 relacji Jełowa – Kluczbork

## Oświata
Szkoły podstawowe
- Publiczna Szkoła Podstawowa nr 1
- Publiczna Szkoła Podstawowa nr 2
- Publiczna Szkoła Podstawowa nr 5 z Oddziałami Integracyjnymi im. Emilii Plater
- Szkoła Podstawowa nr 6 Specjalna
- Społeczna Szkoła Podstawowa STO w Kluczborku

Gimnazja
- Publiczne Gimnazjum nr 1
- Publiczne Gimnazjum nr 3 im. Jana Pawła II
- Publiczne Gimnazjum nr 5 im. Mikołaja Reja
- Społeczne Gimnazjum STO
- Gimnazjum Specjalne Specjalnego Ośrodka Szkolno-Wychowawczego

Szkoły ponadgimnazjalne

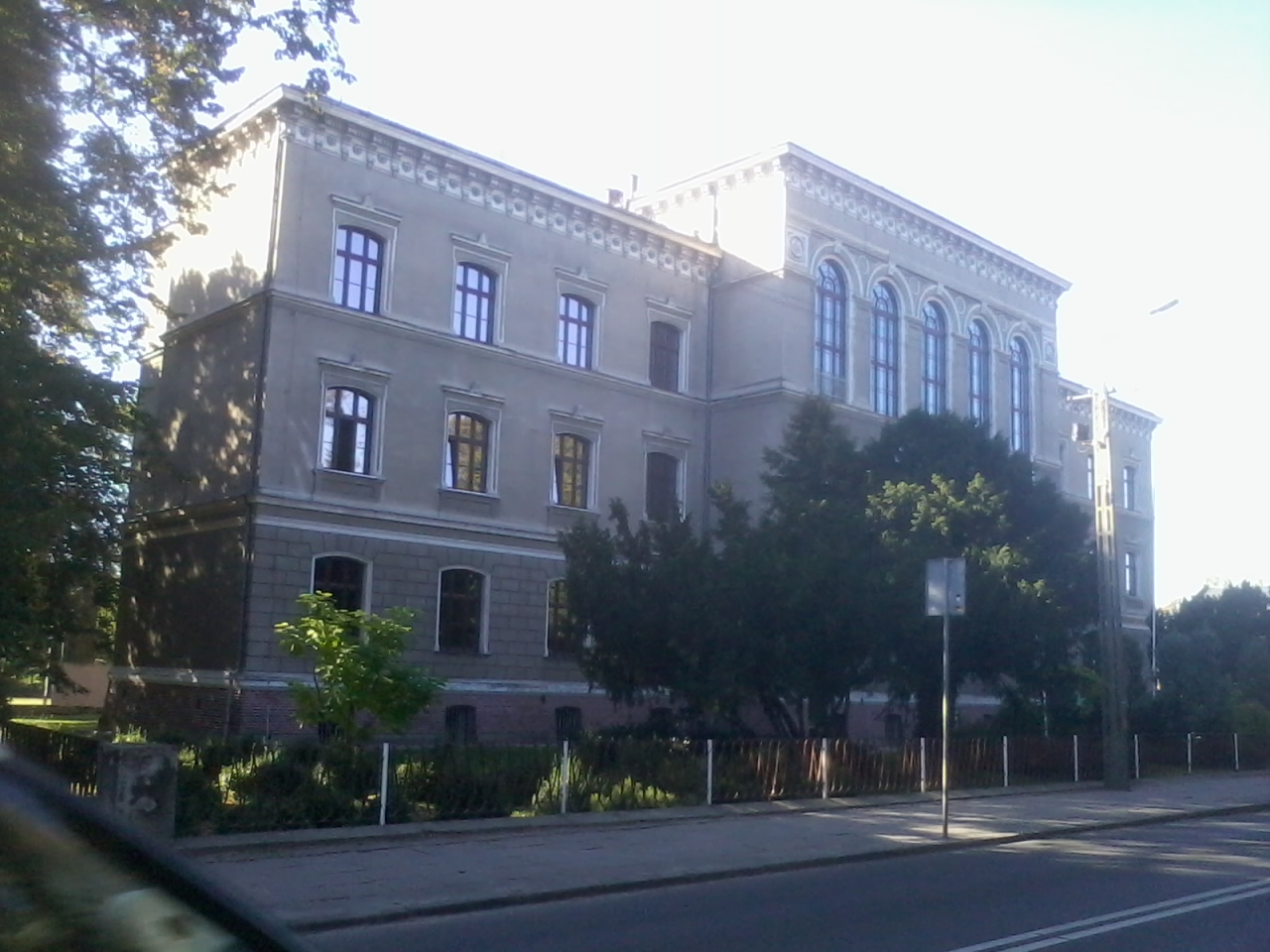
Zespół Szkół Ponadgimnazjalnych, ul. Skłodowskiej 13

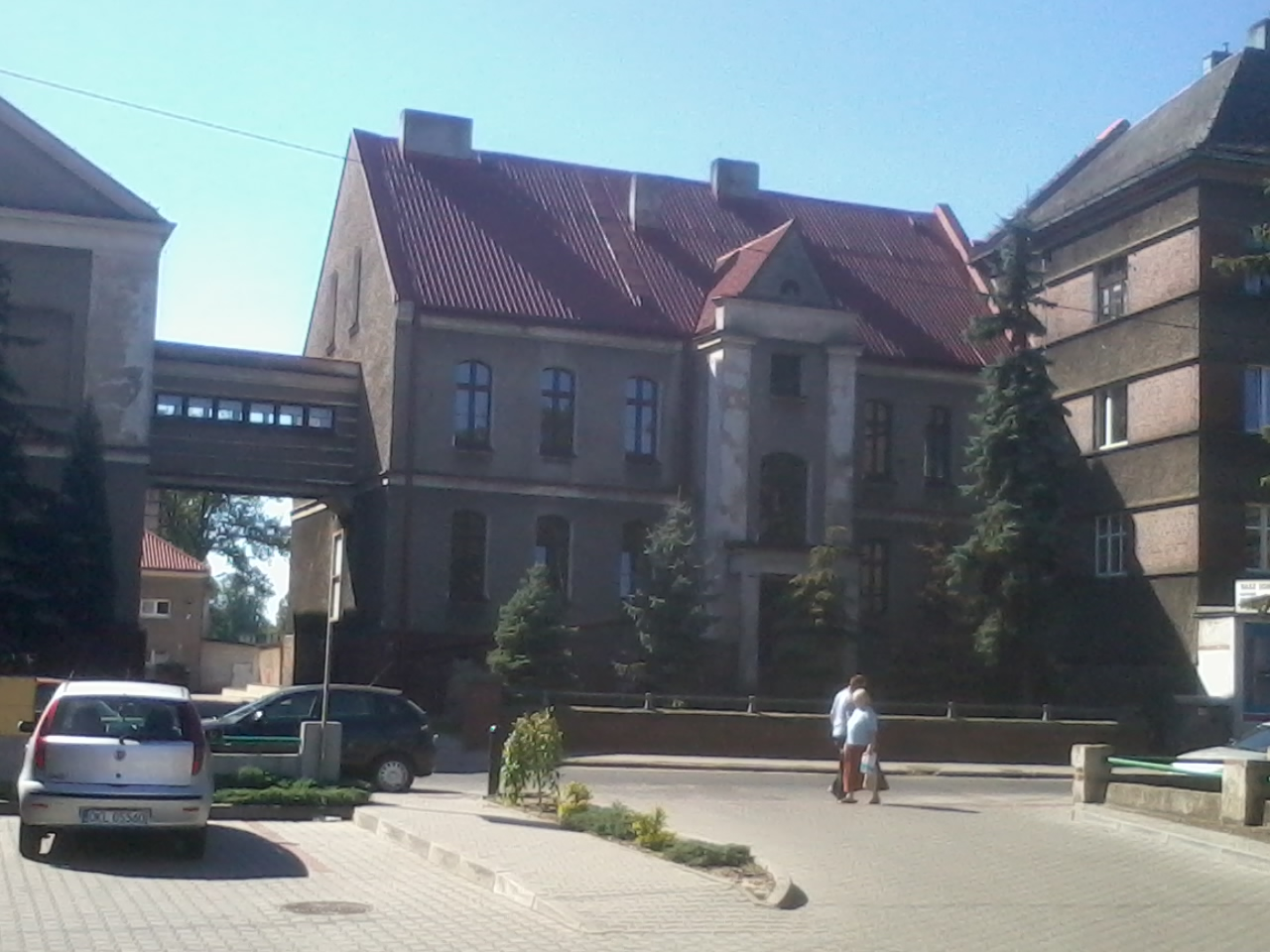
Zespół Szkół Ogólnokształcących im. Adama Mickiewicza

- Zespół Szkół Ogólnokształcących im. Adama Mickiewicza
- Zespół Szkół Licealno-Technicznych im. gen. Józefa Bema
- Zespół Szkół Ponadgimnazjalnych nr 1 im. Marii Skłodowskiej-Curie
- Zespół Szkół Ponadgimnazjalnych nr 2 Centrum Kształcenia Ustawicznego
- Społeczne Liceum Ogólnokształcące STO
- Szkoła Zawodowa Specjalna SOSW
- Wojewódzki Ośrodek Dokształcania i Doskonalenia Zawodowego

## Kultura
Kluczbork jest nazywany polską stolicą reggae. Co roku w Bąkowie odbywał się festiwal muzyki reggae. Z Kluczborka pochodziła również piosenkarka Aleksandra Naumik, która zadebiutowała na norweskiej scenie. 28 sierpnia 1982 roku w Kluczborku został założony zespół Bakshish.
Miastu został poświęcony esej Jarosława Petrowicza W dolinie Stobrawy w zbiorze Wielopolis.

## Sport

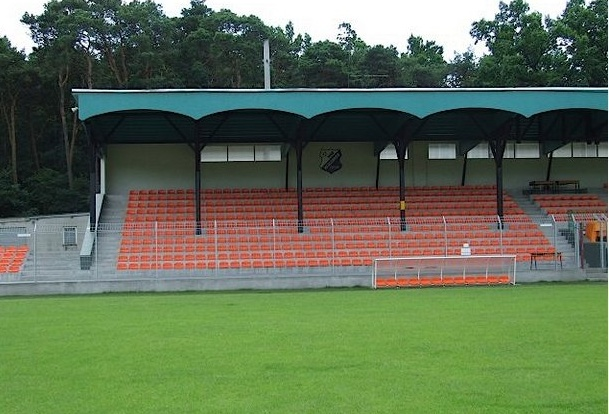
Stadion MKS-u w Kluczborku

Miasto posiada dobrze utrzymany Park miejski z licznymi alejami spacerowymi oraz szlakiem rowerowym prowadzącym przez tereny leśne do Bąkowa. W mieście znajduje się także kryta pływalnia, korty tenisowe oraz sale gimnastyczne. W parku znajduje się również stadion miejski, na którym rozgrywa mecze klub piłkarski, a wraz z otaczającymi go boiskami piłkarskimi i infrastrukturą sportową tworzy „Kampus Stobrawa”.
Historia piłki nożnej w Kluczborku sięga roku 1910, kiedy to został założony klub FC National Kreuzburg. Przez dwa sezony w latach 1973–1975 zespół Metal Kluczbork grał w ówczesnej II lidze. Od 2003 roku istnieje klub sportowy MKS Kluczbork, który w sezonie 2009/2010 i 2010/2011 grał w I lidze. Aktualnie (2022) drużyna piłki nożnej MKS Kluczbork gra w III lidze, gr. III.
W mieście istnieje również Kluczborski Klub Karate, odnoszący spore sukcesy zarówno w kraju, jak i za granicą, którego wychowankiem jest m.in. Krzysztof Neugebauer (6 dan, mistrz świata w kumite drużynowym (1992), wicemistrz świata w kumite (São Paulo, 1996), wielokrotny wicemistrz świata w kata drużynowym, trener kadry Polski). Trenerem jest Andrzej Olech (5 dan, trener, sędzia klasy międzynarodowej, wychowawca mistrzów świata, Europy i Polski).

## Religia

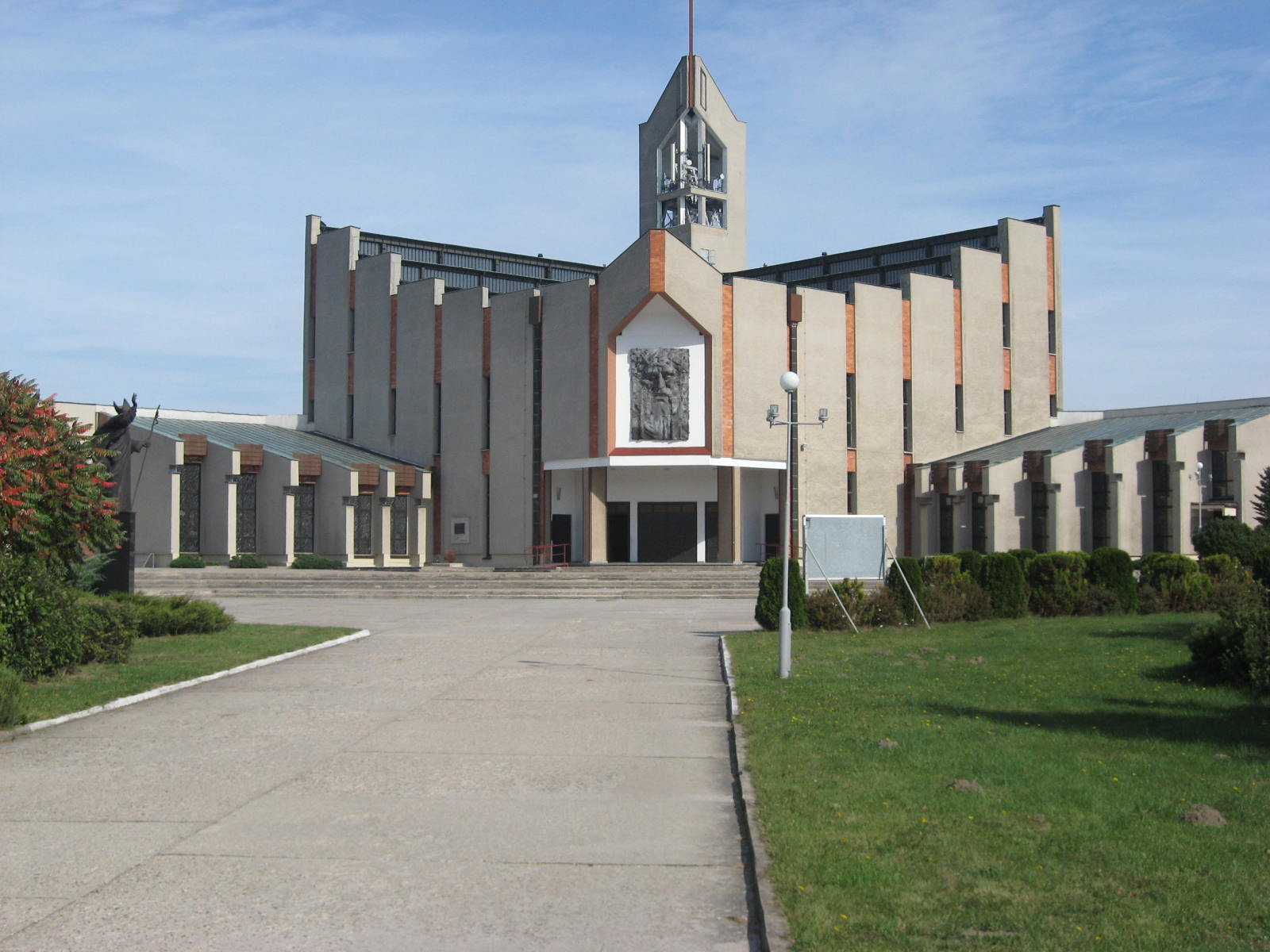
Kościół Najświętszego Serca Pana Jezusa

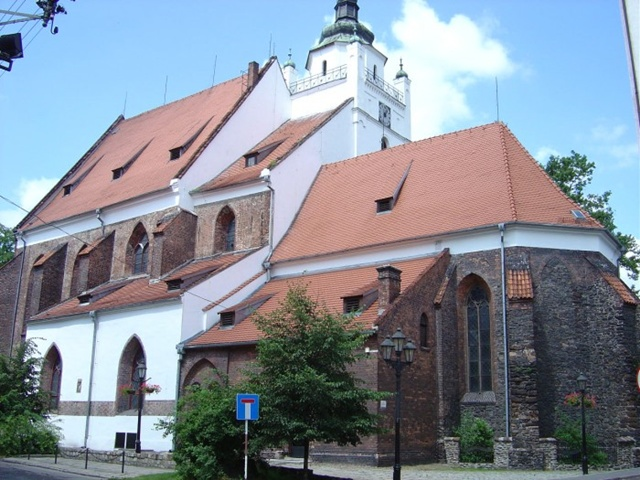
Kościół ewangelicko-augsburski Chrystusa Zbawiciela

### Wspólnoty wyznaniowe

#### Kościół rzymskokatolicki
Dekanat Kluczbork
- parafia pw. Matki Bożej Wspomożenia Wiernych (ul. Skłodowskiej 8)
  - kościół Matki Bożej Wspomożenia Wiernych (ul. Skłodowskiej 8)
- parafia pw. Najświętszego Serca Pana Jezusa (ul. Jana Pawła II 7)
  - kościół Najświętszego Serca Pana Jezusa (ul. Jana Pawła II 7)

#### Kościół Ewangelicko-Augsburski
- parafia Ewangelicko-Augsburska (ul. Bolesława Chrobrego 23)
  - kościół Chrystusa Zbawiciela (Plac Gdacjusza)

#### Kościół Zielonoświątkowy
- zbór w Kluczborku

#### Świadkowie Jehowy
- zbór Kluczbork-Byczyna
- zbór Kluczbork Południe (Sala Królestwa ul. Plebiscytowa 7)[39][40]

### Cmentarze
- Cmentarz Komunalny (ul. Opolska)
- Cmentarz żydowski

## Współpraca międzynarodowa
| Miasto       | Kraj            | Data podpisania umowy |
| ------------ | --------------- | --------------------- |
| Bad Dürkheim | Niemcy          | październik 2000      |
| Brzeżany     | Ukraina         | czerwiec 2001         |
| Wells        | Wielka Brytania | 8 maja 2010           |
| Dzierżoniów  | Polska          | 29 września 2007      |